# Zoltán Bay

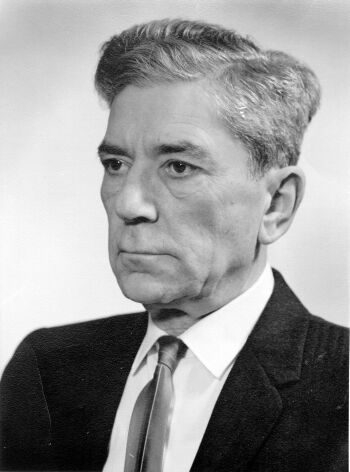
Zoltán Bay (1930)

Zoltán Lajos Bay (* 24. Juli 1900 in Gyulavári; † 4. Oktober 1992 in Chevy Chase (Maryland)) war ein ungarischer Physiker.

## Leben
Nachdem sein Vater, ein Priester, schon 1910 verstorben war, zog seine Mutter die Kinder mit einer bescheidenen Rente und Vermietung von Zimmern auf. 
Zoltán Bay besuchte das reformierte Gymnasium in Debrecen und studierte Physik an der Philosophischen Fakultät der Universität Budapest. 1923 beendete er sein Studium zum Physiklehrer für Mittelschulen, blieb als Assistent bei Isidor Fröhlich am Lehrstuhl für Theoretische Physik und nahm an den Untersuchungen zur Polarisierung des Lichtes teil. 1926 verteidigte er seine Dissertation Molecular Theory of Magnetooptical Phenomena in Dispersive Media. Während eines anfangs zweijährigen Aufenthalts am Collegium Hungaricum Berlin arbeitete er in der Physikalischen Reichsanstalt, dann im Physikalisch-Chemischen Institut der Universität, wo er sich mit Problemen der aktivierten Gase beschäftigte. Ein Stipendium ermöglichte ihm, seinen Berliner Aufenthalt zu verlängern. 
1930 kehrte er nach Ungarn zurück und wurde Professor am Lehrstuhl für Theoretische Physik der Szegeder Universität Franz Joseph. Befreundet war er hier mit seinem Kollegen Albert von Szent-Györgyi Nagyrápolt. Bei ihren Messungen von Herzströmen entstand die Idee von einem Herzschrittmacher.
Lipót Aschner, der Generaldirektor und Miteigentümer der Tungsram-Werke, wurde auf ihn aufmerksam, gründete ein Forschungslabor und bot Bay dessen Leitung an. Im Zweiten Weltkrieg wurde Tungsram ein wichtiger Rüstungsbetrieb, und 1944 stieg Bay zu einem der Direktoren auf. Dafür, dass er jüdische Kollegen vor den Nazis versteckte, wurde er in den 1990ern als Gerechter unter den Völkern geehrt.

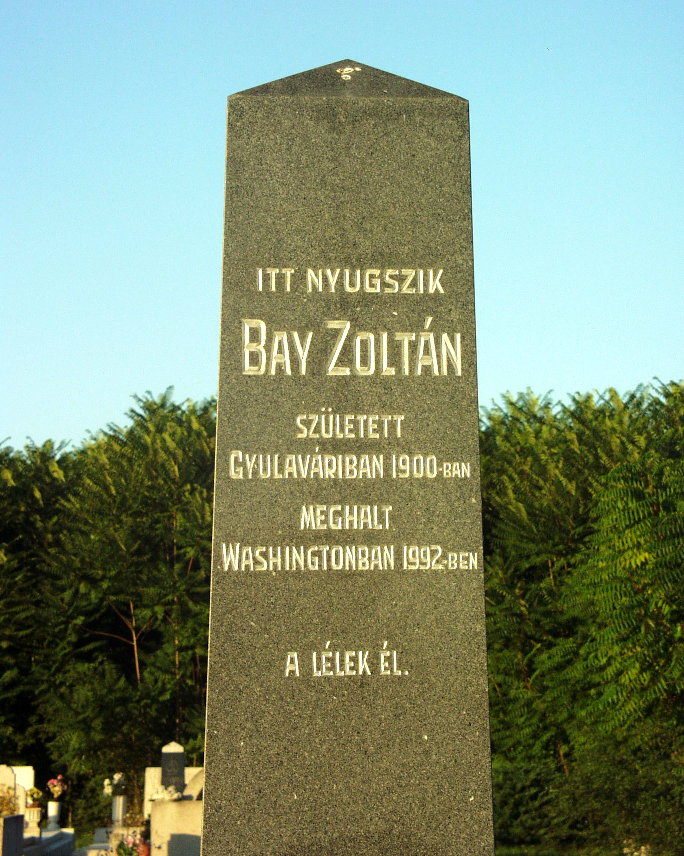
Der Grabstein von Zoltán Bay (Gyulavári, Ungarn)

Im Herbst 1942 beauftragte der ungarische Verteidigungsminister ihn, ein Frühwarnsystem zu entwickeln, und er begann sich mit Radartechnik zu beschäftigen. 1944 hatten sie ein Radar, mit dem sie feindliche Flugzeuge auf 60 km Entfernung erkennen konnten. 
Knapp einen Monat nach John Hibbett DeWitt Jrs. Project Diana, war es ihm und seinen Mitarbeitern am 6. Februar 1946 in Nógrádverőce gelungen, ein zum Mond gesendetes Radarzeichen am Ausgangspunkt wieder zu empfangen. Auf der Empfängerseite hatte er zur Verbesserung des Signal-Rausch-Verhältnisses einen Integrator mit mehreren Coulometer entwickelt, Kumulierung genannt. Damit hatte er die Radarastronomie aus der Taufe gehoben.
Nach einer Reise 1947 in die Vereinigten Staaten, wo die Kollegen ihn überzeugen wollten dort zu bleiben, heiratete er Júlia Herczegh aus Siebenbürgen. Im Mai 1948 emigrierte die Familie über die Grüne Grenze und Wien in die Vereinigten Staaten, wo er zunächst sechs Jahre Professor der George Washington University war. Danach folgte er einem Ruf auf die Abteilung für Strahlenphysik des National Bureau of Standards, wo er zu Relativitäts- und Gravitationstheorie, sowie zu Fragen der Lichtgeschwindigkeit forschte. Er entwickelte den Photomultiplier und konnte danach auch die Bestimmung der Länge eines Meters auf eine neue Grundlage stellen.
1958 wurde er Fellow der American Physical Society. 
Bestattet ist er in seiner Geburtsstadt.

## Veröffentlichungen
- Reflection of Microwaves from the Moon; In: Hungarica Acta Physica 1 (1947): 1–6
- Szent-Györgyi Albert: dokumentumok, riportok; 1989
- Az élet erősebb; 1990 (Life is stronger); Autobiografie
- mit Werner Steiner: Über den aktiven Stickstoff; In: Zeitschrift für Elektrochemie; 35, 733–738, 1929, Nr. 9
- mit János Márki-Zay, György Marx: Bay Zoltán és Németh László, a tudós és az író; 1994
- Electron-Multiplier as an Electron-Counting Device. In: Nature, 1938, vol. 141, p. 284.
- Electron-Multiplier as an Electron-Counting Device. In: Nature, 1938, vol. 141, p. 1011.
- mit Szepesi, Z.: Über die Intensitätsverteilung der Compton-Streuung von ă Strahlen. In: Zeitschrift für Physik, 1939, Bd. 112, p. 20.
- mit Papp, G.: Über den Kerneffekt bei der Streuung von ă Strahlen. In: Zeitschrift für Physik, 1939, Bd. 112, p. 86.
- Electron-Multiplier as an Electron-Counting Device. In: Reviews of Scientific Instruments, 1941, vol. 12, no. 3, p. 127133.
- mit Papp, G.: Coincidence Device of 10-810-9 Second Resolving Power. In: Reviews of Scientific Instruments, 1948, vol. 19, p. 565.; In: Nature, 1948, vol. 161, p. 59.
- New Type of High Speed Coincidence Circuit. In: Physical Review, 1950, vol. 79, p. 233.
- mit Meijer, R. R., Papp, G.: On Measuring Very Short Half-Lives. In: Physical Review, 1951, vol. 82, p. 754.
- Differential Coincidence Counting Method. In: Physical Review, 1951, vol. 83, p. 242.
- mit Meijer, R. R., Papp, G.: Differential Coincidence Counting Method. In: Nucleonics, 1952, vol. 10, no. 3, p. 39.
- mit Szent-Györgyi, A.: Window Field in Muscle. In: Nature, 1951, vol. 167, p. 482.
- Determination of the Resolving Time of Coincidences. In: Physical Review, 1952, vol. 87, p. 194.
- mit Cleland, M. R., McLernon, F.: Coincidences with Cerenkov Counters. In: Physical Review, 1952, vol. 87, p. 901.
- mit Goddall, M.C., Szent-Györgyi, A.: Transmission of Excitation from the Membrane to Actomyosin. In: Bull. Math. Biophysics, 1953, vol. 15, p. 1.
- mit Henri, V. P., McLernon, F.: Simultaneity in the Compton Effect. In: Physical Review, 1955, vol. 97, p. 1710.
- Millimicrosecond Coincidence Circuits. In: Nucleonics, 1956, vol. 14, no. 5, p. 56.
- Techniques and Theory of Fast Coincidence Experiments. (Invited Paper, Scintillation Counter Symposium, Washington, D.C. 1956) In: I.R.E. Transactions on Nuclear Science, Nov. 1956, vol. 125, P12.
- mit Farago, P. S.: Remarks on Coincidence Experiments with Visible Light. In: Proceedings of the Roy. Soc Edinburgh, 1963, Part II., vol. 66, no. 1, p. 111115.
- mit Szent-Györgyi, A.: On the Energy Transfer in Biological Systems. In: Proc. Nat. Acad. of Sci., 1961, vol. 47, no. 11, p. 1742.
- mit Boyne, H. S.: The Use of Terahertz Photobeats for Precise Velocity-of-Light Measurements. In: Rendiconti Scuola Intern. di Fisica, E. Fermi, 1964, XXXI. Corso, p. 352.
- mit Luther, G. G.: Locking a Laser Frequency to the Time Standard. In: Applied Physics Letters, 1968, vol. 13, no. 3, p. 303.
- The Use of Microwave Modulation of Lasers for Length Measurement. Precision Measurement and Fundamental Constants. In: Langenberger, D. N., Taylor, B. N. (Ed. by): National Bureau of Standard Special Publication 343, (US GPO, Washington, D.C. 1971) p. 59.
- mit Luther, G. G.: The Measuring of Optical Frequencies and the Velocity of Light. Precision Measurements and Fundamental Constants. In: Langerberg, D. N., Taylor, B. N. (Ed. by): National Bureau of Standard Special Publication 343, (US GPO, Washington, D.C. 1971) p. 63.
- The Constancy of the Velocity of Light and Prospects for a Unified Standardization of Time, Frequency and Length. Proceeding of the Fourth Internat. Conf. on Atomic Mases and Fundamental Constants. Teddington, England (ed.): Sanders, J. H., Wapstra, A. H. New York: Plenum Press, 1972. p. 334.
- mit White, J. A.: Frequency Dependence of the Speed of Light in Space. In: Physical Review, 1972, D5, no. 4, p. 796.
- mit Luther, G. G., White, J. A.: Measurement of an Optical Frequency and the Speed of Light. In: Physical Review Letters, 1972, vol. 29, no. 3, p. 189.
- mit White, J. A.: The Speed of Light and the New Meter. In: Physics Today, April 1974, p. 9.
- mit White, J. A.: Radar Astronomy and the Special Theory of Relativity. In: Acta Physica Hung., 1981, vol. 51, p. 273.
- Az élet erősebb. (Life is stronger, in Hungarian) Budapest: Püski, 1990.
- Differencial Coincidence Circuit. In: Physical Review, vol. 83, 242. Part A: Precision Measurement of the Speed of Light; Part B: Proposal for a New Length Standard.

## Belege
1. ↑  New York Times: Zoltan L. Bay, 92, Major Figure In Developing Radar Astronomy, 9. Oktober 1992.
2. ↑  humboldt.hu:  ZOLTÁN BAY (1900 - 1992) (Memento vom 5. November 2004 im Internet Archive)
3. ↑   bme.hu: Bay, Zoltán
4. ↑  Zoltán Bay auf der Website von Yad Vashem (englisch)
5. ↑  nasa.gov: SP-4218 To See the Unseen

| Personendaten    | Personendaten                          |
| ---------------- | -------------------------------------- |
| NAME             | Bay, Zoltán                            |
| ALTERNATIVNAMEN  | Bay, Zoltán Lajos (vollständiger Name) |
| KURZBESCHREIBUNG | ungarischer Physiker                   |
| GEBURTSDATUM     | 24. Juli 1900                          |
| GEBURTSORT       | Gyulavári                              |
| STERBEDATUM      | 4. Oktober 1992                        |
| STERBEORT        | Chevy Chase (Maryland)                 |